# ストラットタワーバー

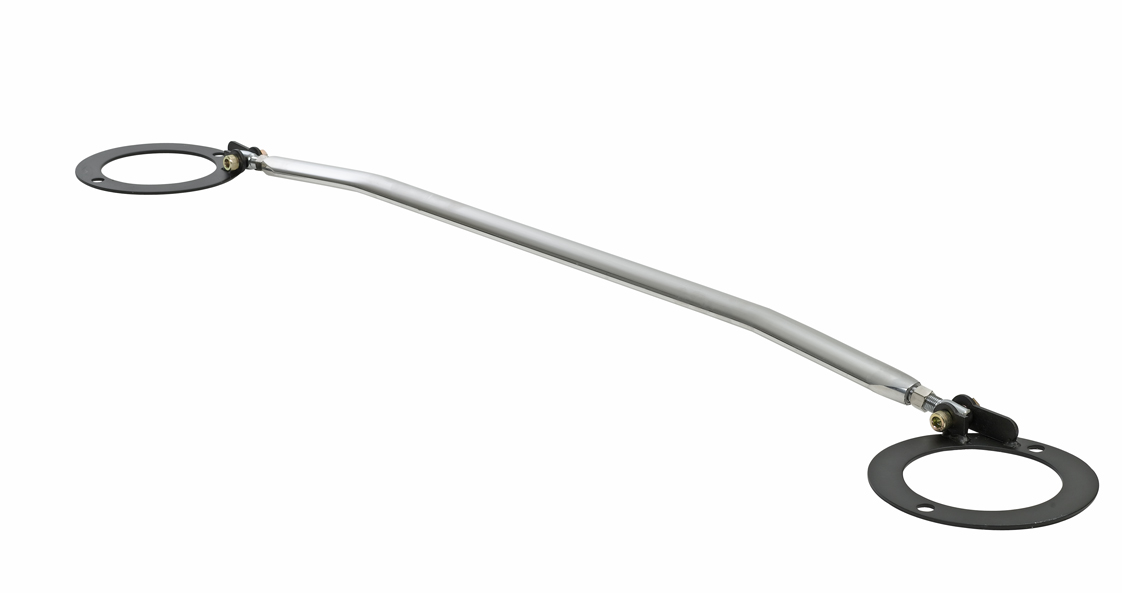
ストラットタワーバー（単体）

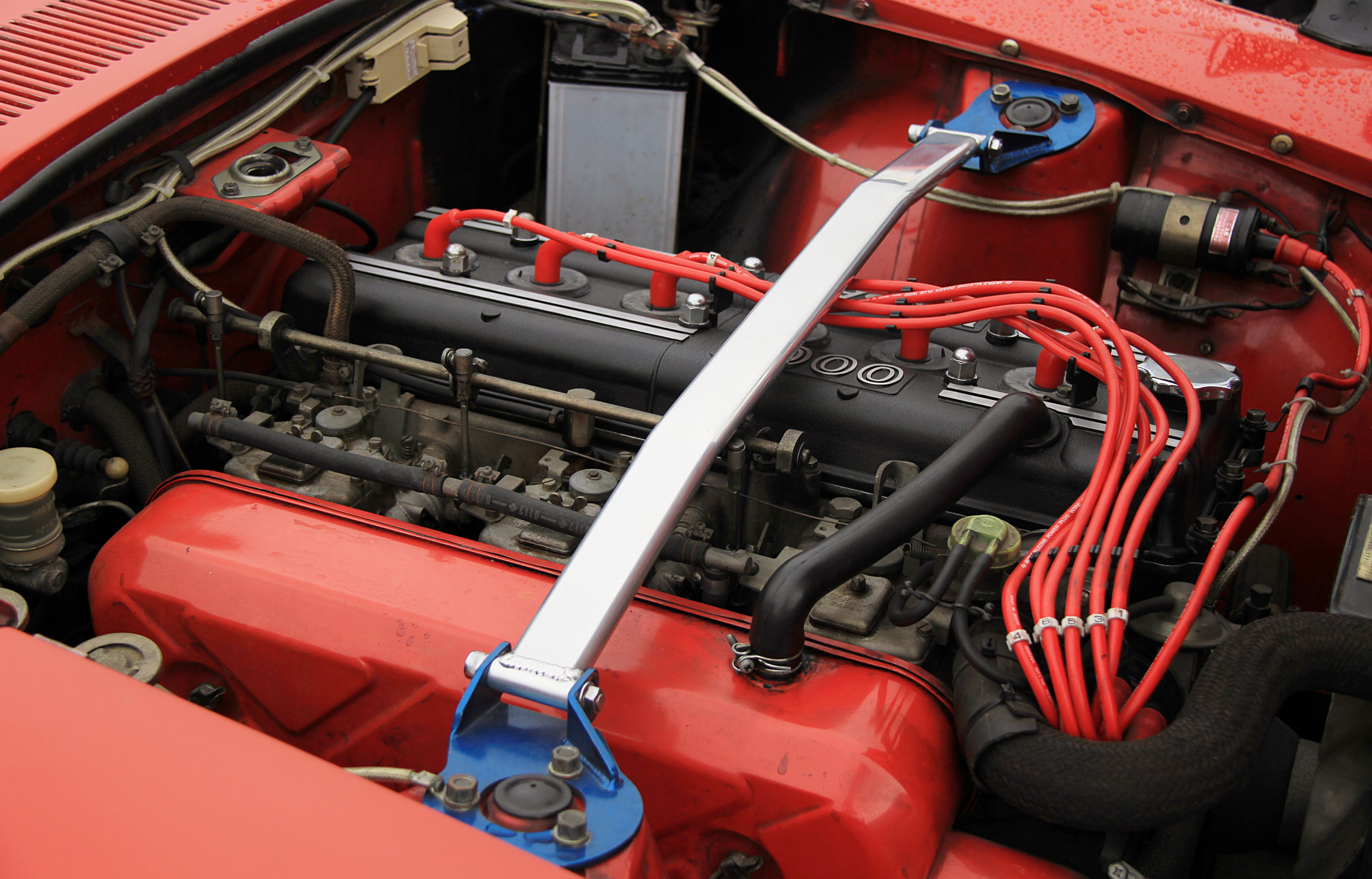
エンジンルームに装着されたストラットタワーバー（画像中央を横切る銀色の棒状の部品）

ストラットタワーバー (英: Strut Bar)とは、サスペンションの車体取り付け部（タイヤハウス上部に位置する）左右を連結する棒（バー）状の部品のこと。一部のスポーツカーやスポーティーグレードには標準装備となっているが、一般の自動車には装備されておらず、好みで後付け用品として購入することが多い。

## 効果
この部品を取り付けると車体の剛性アップにも寄与するため、サスペンションが良く動きハンドリングがシャープになるが、サスペンションスプリングやブッシュが軟らかい場合や、速度が低い（路面からの入力が小さい）場合は効果を感じない。
運転者の運転方法の好み（感覚的＝フィーリング）に合えばタイムアップに寄与するが、単にこの部品を取り付けただけでタイムアップするというものではないため、取り付けても効果が無いと誤解される場合がある。
また、この部品を取り付けた状態で左右どちらかのサスペンションを破損した場合、被害が反対側のストラットにまで及び、思わぬ損害を招くことがあるが、タワーバー自体が衝撃吸収構造になっていれば被害を避けられる場合が多い。
日産自動車のテストドライバーであった三好俊秀によると、タワーバーを前輪側にのみ付けた場合には車体剛性の前後バランスが狂って唐突な挙動が出たり、FR車の場合は轍が深い路面で直進性が悪化するなど、操作がシビアになる場合もあるとされる。

## 方式
大きく分けると、溶接固定式とボルト調整式の2種類になる。

### 調整ボルト及び調整式
- 利点 - 車体誤差や商品誤差を取り付け時に調整する為、加工の必要はない。
- 欠点 - 簡単な調整作業が必要。応力が掛かる場所にネジが必要なため剛性を出すのが困難で、サーキットよりも、主にストリートで使用されることが多い。

### 溶接固定及び固定式
- 利点 - 車体と商品の誤差が無い場合、車体への取り付けするだけで良い。高い剛性が確保できるのでレーシングカーなどで採用されることが多い。
- 欠点 - 車体と商品の誤差があれば加工が必要で、溶接する分遊びがなくなるため、衝撃吸収構造が無い場合、片方のサスペンションの破損が反対側にまで悪影響を及ぼすことがある。

## 車体取付部の種類
鉄（スチール）・アルミニウム合金・チタン合金などがある。

### 鉄
ブラケットを溶接するのが一般だが、プレス加工製品もある。
- 利点 - 生産がたやすく、低価格で車種設定も多い。
- 欠点 - アルミ、ステンレスに比べ錆びやすい。

### アルミニウム
アルミニウム合金として使用する。ブラケットを溶接する。切削加工されている場合もある。
- 利点 - 比重が鉄の約30 %と軽く、腐食しにくい。
- 欠点 - 強度が低い。他の元素を加え合金として使用する。

### チタン合金
ブラケットを溶接するのが一般。
- 利点 - チタンの比重は鉄の約50 %だが、アルミニウムの約2倍の強度があり、腐食しにくい。
- 欠点 - 材料が高価で、加工しにくい（工作機械の刃が持たない）。

## パイプの種類
鉄（スチール）・アルミニウム合金・アルカーボン・ドライカーボン・GUDPP（GPP）・チタン合金などがある。

### 鉄
後付用品では採用されることが少ない。
- 利点 - 安価な材料。
- 欠点 - 車種設定が少ない、アルミ、チタンに比べ錆びやすい。

（最終処理） - 焼付け塗装、カチオン塗装（電着塗装）、メッキなど 。

### アルミニウム
アルミニウム合金として使用する。後付用品では主流の商品。
- 利点 - 車種設定が多い。比重が鉄の約30%で軽く、腐食しにくい。
- 欠点 - 強度が低い。他の元素を加えアルミニウム合金として使用する。

（最終処理） - 陽極酸化処理（アルマイト）、焼付け塗装、バフ（鏡面加工）など。

### アルカーボン
複合素材のような名称であるが、そうではなく、アルミニウム合金の棒に炭素繊維織物（カーボンクロス）を巻きつけただけのもの。ドレスアップ効果（見栄え向上）を狙った商品が多い。
- 利点 - カーボン自体は強度部材ではないためカーボンファイバーの使用量が少なく、製品単価を低くできる。
- 欠点 - カーボンクロスに、高温、高圧力をかけてない場合もある。

（最終処理） - 繊維の折り目を見せるため、未塗装かクリア塗装が多い。

### ドライカーボン
ドライカーボンのパイプでも大きく分けて、高強度のみのものと、高強度/高反発を両立させた場合がある。
- 利点 - 超軽量、高強度、また製作方法によって衝撃吸収能力のある高反発な商品も製作可能。
- 欠点 - オートクレーブや、高温・高圧に耐える炭素鋼の型が必要なため、製品単価が高くなる。
- 最後に保護をするためとドレスアップ効果を狙った、カーボンクロスを巻きつけているのは同じだが、高強度のみの場合、プリプレグ[2]カーボンを積層して、高圧・真空・高温で焼き固めるが、 高強度/高反発 を両立させるにはプリプレグ以外にも他の繊維（ケプラーでは無い）を混ぜながら積層する必要がある。

（最終処理） - カーボン繊維の織り目を見せるため、未塗装かクリア塗装が多い。

### チタン合金
タワーバーとして使用されることは少ない。
- 利点 - 比重は鉄の約50 %だが、アルミニウムの約2倍の強度がある。
- 欠点 - 材料が高価。